# Czumerna (schronisko)
Czumerna (bułg. Чумерна) – schronisko turystyczne w Starej Płaninie w Bułgarii. 

## Opis i położenie
Znajduje się na północnym stoku Czumernej (szczytu, 1536 m). Jest to trzykondygnacyjny budynek o pojemności 75 miejsc w pokojach 2-, 3- i 4-osobowych z wewnętrznymi, wspólnymi dla budynku, węzłami sanitarnymi i łazienkami. Budynek ma dostęp do wody bieżącej i prądu, z centralnym ogrzewaniem. Dysponuje kuchnią turystyczną i jadalnią. Możliwe jest przygotowanie jedzenie przy uprzedniej rezerwacji. 
Przy schronisku działa przechowalnia narciarska. Do schroniska dociera się asfaltową szosą i drogą szutrową. Jest przygotowane miejsce postojowe. Okolice oferują dobre warunki dla turystyki, narciarstwa, snowboardu, biegów narciarskich, w tym na orientację. Są wybudowane nartostrady z dwoma wyciągami. Schronisko jest na trasie europejskiego długodystansowego szlaku pieszego E3 ( Kom - Emine).
Sąsiednie obiekty turystyczne:
- szczyt Czumerna (1536 m) – 30 min.
- schronisko Predeła (Przełęcz Republiki) –  9,30 godz.
- zburzony schron Butora –  6 godz.
- zburzony schron Karaiwanowo choriszte – 4 godz.
- schronisko Bukowec (9,5 km asfaltem i drogą szutrową)
- Aglikina polana –  6,30 godz.
- przełęcz Wratnik –  7 godz.

Szlaki są znakowane.
Punkty wyjściowe:
- Elena – 26 km drogą asfaltową do najwyższego punktu Przełęczy Twyrdiszkiej
- Twyrdica – 17 km drogą asfaltową do najwyższego punktu Przełęczy Twyrdiszkiej.

Do schroniska odbija się z grzbietu na wschód – 12 km asfaltową szosą. Piesze przejście z Przełęczy Twyrdiszkiej zajmuje 1,30 godz. znakowanym szlakiem.